# Marko Burazor
Marko Burazor (Beograd, 9. septembar 1981) je srpski ekonomista, autor knjiga o neverbalnoj komunikaciji, poslovni konsultant i trener komunikacionih veština. Poznat je po svojim knjigama, radionicama i analizama javnih nastupa poznatih ličnosti kroz govor tela.

## Biografija
Diplomirao je na Ekonomskom fakultetu Univerziteta u Beogradu na smeru trgovina. Magistrirao je 2011. godine na temu "Značaj neverbalne komunikacije i kulturnih razlika u poslovnim pregovorima".
Profesionalnu karijeru je gradio u kompanijama poput Delta Maxi i Vip mobile.Godine 2009. osnovao je Burazor Consulting Agency, firmu specijalizovanu za treninge prodaje, komunikacije i pregovaranja.

## Publikacije
Autor je tri knjige koje istražuju neverbalnu komunikaciju i njen značaj:
1. Naučite jezik kojim ceo svet govori (Neverbalna komunikacija na delu) (2012) – knjiga istražuje osnovne principe neverbalne komunikacije i objavljena je u pet izdanja.[6]
2. Razlike među kulturama (Neverbalna komunikacija II) (2013) – knjiga analizira specifičnosti neverbalne komunikacije u različitim kulturama i objavljena je u dva izdanja.[7]
3. Um je najjači afrodizijak (2018) – fokusira se na promene u komunikaciji izazvane savremenim načinom života i objavljena je u tri izdanja.[8]

Sve tri knjige prevedene su na engleski jezik i dostupne na Amazonu.

## Medijski nastupi
Burazor je čest gost u medijima, gde analizira govor tela poznatih ličnosti i političara. Njegove analize emitovane su u mnogim televizijskim emisijama na nacionalnim frekvencijama kao i novinskim tekstovima. Posebno su prepoznate njegove interpretacije mikroekspresija i neverbalnih signala u političkom kontekstu, uključujući analize nastupa Vladimira Putina, Džozefa Bajdena i Volodimira Zelenskog.